# Per Cederblom
Per Axel Hjalmar Cederblom, född 22 maj 1901 i Göteborg, död där 23 januari 1987, var en svensk bröstsimmare som deltog i olympiska sommarspelen 1920. Han deltog i 1920 års sommarspel och nådde femte plats i bröstsim 400 meter. Han deltog också i finalen för 200 meter bröstsim men han avslutade inte loppet.